# Васіле Сендуляк
Васіле Сандуляк (нар. 2 січня 1971, Бєльці) – молдовський шахіст і шаховий суддя (Арбітр ФІДЕ від 2012 року), гросмейстер від 2006 року.

## Шахова кар'єра
Першого успіху на міжнародному турнірі досягнув 1994 року, поділивши 4-те місце (разом з Даніелем Молдованом) у Бухаресті. 1995 року поділив 2-ге місце на наступному турнірі, який відбувся в цьому самому місті (позаду Бели Бадя). 1998 року (знову за Белою Бадя) поділив 2-ге місце в Самоборі. У цей період уже належав до провідних молдовських шахістів, доказом чого був виступ у складі збірної країни на шаховій олімпіаді, яка відбулась в Елісті.До 2014 року взяв участь загалом у 8 олімпійських турнірах. У 2003, 2007 і 2008 роках тричі ставав чемпіоном Молдови.
Досягнув низки інших успіхів на міжнародних турнірах, зокрема:
- поділив 3-тє місце в Келіменешті (1999, позаду Лівіу-Дітера Нісіпяну і Віорела Йордаческу, разом з Константіном Іонеску, Владиславом Неведничим і Каталіном Навротеску),
- поділив 1-ше місце в Ефоріє – двічі (2001, разом із зокрема, Константіном Іонеску, Віталієм Куніним, Валерієм Чеховим і Дмитром Свєтушкіним і 2006, разом із зокрема, Константіном Лупулеску і Джордже-Габрієлом Грігоре),
- посів 2-ге місце в Суботиці – двічі (2001, позаду Петара Бенковича і 2003, позаду Мірчі Пирліграса),
- посів 1-ше місце в Суботиці (2002),
- поділив 1-ше місце в Сату-Маре (2002, разом з Вадимом Черновим),
- посів 1-ше місце в Бухаресті (2004),
- поділив 1-ше місце у Львові (2004, разом з Михайлом Олексієнком),
- поділив 1-ше місце в Кишиневі (2005, разом з Борисом Іткісом),
- поділив 1-ше місце в Галаці (2006, разом з Міхаїлом Маріном і Віорелом Йордаческу),
- посів 2-ге місце в Бухаресті (2006, позаду Константіна Лупулеску),
- поділив 2-ге місце в Бухаресті (2006, меморіал Віктора Чокитлі, позаду Андрея Мураріу, разом з Константіном Лупулеску і Белою Бадя),
- поділив 1-ше місце Яссах – тричі (2006, разом із зокрема, Аліном Береску, Володимиром Маланюком, Константіном Лупулеску і Владиславом Неведничим; 2007, разом із зокрема, Євгеном Глейзеровим і Чіпр'яном-Костіке Нану і 2008, разом із зокрема, Борисом Іткісом),
- поділив 1-ше місце в Ла-Фері (2007, разом з Янніком Гоззолі, Кшиштофом Пителем і Жаном-Ноелом Ріффом),
- поділив 2-ге місце в Креоні (2007, позаду Володимира Охотника, разом із, зокрема, Еріком Пріє і Олександром Карпачовим),
- поділив 2-ге місце в Авуані (2008, позаду Ентоні Костена, разом із, зокрема, Павелом Чарнотою і Олександром Сулипою).

Примітка: список успіхів неповний (доповнити від 2009 року).
Найвищий рейтинг Ело в кар'єрі мав станом на 1 липня 2006 року, досягнувши 2519 очок займав тоді четверте місце серед молдавських шахістів.

## Зміни рейтингу
| На цьому місці має відображатися графік чи діаграма, однак з технічних причин його відображення наразі вимкнено. Будь ласка, не видаляйте код, який викликає це повідомлення. Розробники вже працюють для того, щоби відновити штатне функціонування цього графіка або діаграми. | |
| | На цьому місці має відображатися графік чи діаграма, однак з технічних причин його відображення наразі вимкнено. Будь ласка, не видаляйте код, який викликає це повідомлення. Розробники вже працюють для того, щоби відновити штатне функціонування цього графіка або діаграми. |